# 費蘭度·列當度
费尔南多·雷东多（Fernando Carlos Redondo Neri，1969年6月6日—），出生於阿根廷布宜諾斯艾利斯，司职防守中場，曾效力西班牙球會皇家馬德里和意大利球會AC米蘭。
雷东多于90年代时期效力于阿根廷国家队，曾参加过1994年世界杯。世界足壇最佳阿根廷巨星之一。

## 球會生涯

### 早期
列當度出道于阿根廷国内甲组俱乐部阿根廷青年，并于1985年上演了职业生涯的首秀。在阿根廷青年效力五年之后，雷东多于1990年离开阿根廷，转会至西班牙甲级联赛的特內里費。
雷东多效力特內里費其间，皇家馬德里曾在1991-92与1992-93連續兩个赛季於聯賽最後一輪敗给豪尔赫·巴尔达诺执教的特內里費，以一分之差將冠軍拱手送給宿敵巴塞隆拿。而兩次比賽對手也是特內里費队。1994年夏，皇家馬德里邀請巴尔达诺出任主帅，同時，列當度也以500万美元的转会费一起加盟。

### 皇家馬德里
雷东多在皇家馬德里达到他职业生涯的顶峰，跟随球队夺得两次西甲联赛冠军（1994-95赛季与1996-97赛季），以及两次欧冠联赛冠军（1997－98赛季与1999-2000赛季）。
1999-2000赛季欧冠联赛，是他作為皇馬球員生涯的最高峰。时任皇马主帅的博斯克让雷东多与麦克马纳曼在中场搭档。八強賽作客奧脫福球場對衛冕冠军曼聯時，担任场上队长的雷东多以一次精彩绝伦的表演震惊全场。第52分钟，他運球到對方半場左邊路，面对對方守將伯格緊纏看管。突然，他左脚後跟一敲把球從防守者背後直衝底線，人球分过摆脱伯格，并大步推进到底線追上皮球後，面對三名包上來的曼聯防守球員回敲傳中，后插上的勞爾輕鬆射入空门，将当时比分改写为3－0。本场比赛皇马最终以3－2客场击败曼联，并以两回合3－2的总比分淘汰对手挺进四强。本场比赛雷东多的完美表现，令同样司职防守中場但該場比賽卻是擺了一次烏龍的曼联队长罗伊·基恩黯然失色。赛后曼聯主帅亚历克斯·弗格森无奈地问道：
“他（雷东多）鞋子里装的是什么东西？磁鐵嗎？”
到了決賽，继续担任队长的雷东多率领皇马以3－0大勝在西甲中表現較皇馬優秀的華倫西亞，最终捧起冠军奖杯。雷东多也被評為該屆歐聯的最有價值球員。然而同年夏天，弗洛伦蒂诺·佩雷斯成功当选皇家馬德里會長，隨後他將列當度賣給意甲球會AC米蘭，引发球迷抗议。

### AC米蘭
不幸地是，列當度來到AC米蘭後不久便於一次練習中受傷，膝部重創。令他在随后的兩年多时间内一直无法为紅黑軍團登场。養傷期間，因為自愧无法為球隊作貢獻，列當度甚至主動要求停薪。
2003年，列當度終於伤愈復出。可是状态已大不如前，加上隊中年轻球員派路冒起，雷东多只能長時間坐在後備席上。这一年AC米蘭憑十二碼力壓另一枝意甲俱乐部祖雲達斯，贏得2002－03赛季的歐冠。
2004年，膝部再一次受伤之后，34岁的雷东多宣布退役。退役之后的雷东多曾多次参加慈善表演赛。

## 國家隊生涯
相對於辉煌的球會生涯，列當度的國家隊生涯失色不少。他僅曾代表阿根廷國家隊出场29次，主要集中于1992年－1994年。
1990年，當時的阿根廷領隊比拉爾多欲徵召列當度参加1990年世界杯。但列當度以不想影響大學學業為理由拒絕。一些人相信列當度拒絕比拉爾多的原因是不認同該領隊以防守為先的戰術。
1992年6月18日，阿根廷迎战澳大利亚的比赛上，雷东多迎来了自己的首场国家队比赛，最终阿根廷以2－0击败对手。
雷东多随后代表阿根廷参加了1994年世界杯，并有出色表现。然而球隊领袖迭戈·马拉多纳被查出服用禁药遭到禁赛后，士气低迷的阿根廷最终止步十六强。
1998年，由於他不服從領隊帕萨雷拉「球員一律不準留長頭髮」的規定，因此缺席該屆世界盃，而阿根廷亦於八強止步。可是，列當度卻於國家隊出局之後，立刻剪短自己那把長頭髮，以諷刺帕萨雷拉。不少阿根廷國民相信，如果列當度鎮守中場，加上新星華朗，球隊絕不會輸給荷蘭。後來，帕萨雷拉表示之所以不選列當度入國家隊，是因為雷东多堅持自己必須坐陣中場中，而不肯打左邊。
1999年，在时任阿根廷主帅比爾沙的征召下，雷东多重新成為國家隊成員，并在两场对阵巴西的友谊赛中登场。而在2－0取勝巴西并当选为全场最佳後，他宣布不再接受国家队的徵召，并表示希望集中精力于球會皇家馬德里的比賽。

## 评价
與列當度同時代的世界級防守中場有巴西的鄧加，法國的迪甘斯，愛爾蘭的堅尼，同是阿根廷的施蒙尼。絕大部份人也認同列當度是九十年代其中一名最強防守中場，既有南美球員的個人技術，又有歐洲球員的身材，而且領導才能和控制比賽節奏一流。最重要，他是球場上公認的紳士，和堅尼那種容易動粗的脾氣截然不同。另外，列當度也定義了什麼是技術型防守中場。他令球迷明白，作為防守中場，絕不只是莽漢所扮演的角色、或有用不完的氣力便可勝任；作為防守中場，也可以成為球場上一名風度編編的紳士指揮家。
前皇家馬德里領隊迪保斯基認為列當度是近代最佳的防守中場：「列當度是近二十年內最好的中場之一，他是一名勝利者。」
曾经执教过皇馬的世界名帅法比奥·卡佩罗认为雷东多“从战术角度上来说是一名完美的球员”。

## 技术统计

### 俱乐部
| 俱乐部       | 赛季         | 联赛 | 联赛 | 杯赛 | 杯赛 | 欧战 | 欧战 | 其他 | 其他 | 总计 | 总计 |
| 俱乐部       | 赛季         | 出场 | 进球 | 出场 | 进球 | 出场 | 进球 | 出场 | 进球 | 出场 | 进球 |
| ------------ | ------------ | ---- | ---- | ---- | ---- | ---- | ---- | ---- | ---- | ---- | ---- |
| 阿根廷青年   | 1985–86      | 1    | 0    | 0    | 0    | 0    | 0    | —    | —    | 1    | 0    |
| 阿根廷青年   | 1986–87      | 0    | 0    | 0    | 0    | 0    | 0    | 0    | 0    | 0    | 0    |
| 阿根廷青年   | 1987–88      | 14   | 0    | 0    | 0    | —    | —    | —    | —    | 14   | 0    |
| 阿根廷青年   | 1988–89      | 36   | 0    | 0    | 0    | 0    | 0    | 0    | 0    | 36   | 0    |
| 阿根廷青年   | 1989–90      | 14   | 1    | 0    | 0    | 0    | 0    | 0    | 0    | 14   | 1    |
| 阿根廷青年   | 总计         | 65   | 1    | 0    | 0    | 0    | 0    | 0    | 0    | 65   | 1    |
| 特內里費     | 1990–91      | 23   | 1    | 0    | 0    | 0    | 0    | 0    | 0    | 23   | 1    |
| 特內里費     | 1991–92      | 32   | 2    | 0    | 0    | 0    | 0    | 0    | 0    | 32   | 2    |
| 特內里費     | 1992–93      | 20   | 4    | 0    | 0    | 0    | 0    | 0    | 0    | 20   | 4    |
| 特內里費     | 1993–94      | 28   | 1    | 0    | 0    | 0    | 0    | 0    | 0    | 28   | 1    |
| 特內里費     | 总计         | 103  | 8    | 0    | 0    | 0    | 0    | 0    | 0    | 103  | 8    |
| 皇家馬德里   | 1994–95      | 23   | 1    | 0    | 0    | 3    | 1    | 0    | 0    | 26   | 2    |
| 皇家馬德里   | 1995–96      | 23   | 2    | 2    | 0    | 4    | 0    | 1    | 0    | 30   | 2    |
| 皇家馬德里   | 1996–97      | 33   | 1    | 6    | 0    | 0    | 0    | 0    | 0    | 39   | 1    |
| 皇家馬德里   | 1997–98      | 33   | 0    | 2    | 0    | 11   | 0    | 0    | 0    | 46   | 0    |
| 皇家馬德里   | 1998–99      | 23   | 0    | 2    | 0    | 7    | 0    | 2    | 0    | 34   | 0    |
| 皇家馬德里   | 1999–00      | 30   | 0    | 5    | 0    | 15   | 0    | 3    | 0    | 53   | 0    |
| 皇家馬德里   | 总计         | 165  | 4    | 17   | 0    | 37   | 1    | 6    | 0    | 225  | 5    |
| AC米兰       | 2000–01      | 0    | 0    | 0    | 0    | 0    | 0    | 0    | 0    | 0    | 0    |
| AC米兰       | 2001–02      | 0    | 0    | 0    | 0    | 0    | 0    | 0    | 0    | 0    | 0    |
| AC米兰       | 2002–03      | 8    | 0    | 0    | 0    | 6    | 0    | 0    | 0    | 14   | 0    |
| AC米兰       | 2003–04      | 8    | 0    | 0    | 0    | 1    | 0    | 0    | 0    | 9    | 0    |
| AC米兰       | 总计         | 16   | 0    | 0    | 0    | 7    | 0    | 0    | 0    | 23   | 0    |
| 职业生涯总计 | 职业生涯总计 | 349  | 13   | 17   | 0    | 44   | 1    | 6    | 0    | 416  | 14   |

## 荣誉

### 俱乐部
皇家馬德里
- 欧冠联赛冠軍：1997－98, 1999-2000
- 西甲联赛冠軍：1994-95, 1996-97
- 洲际杯足球赛冠军：1998
- 西班牙超級盃冠军：1997

 AC米兰
- 欧冠联赛冠軍：2002-03
- 意甲联赛冠军：2003-04
- 意大利盃冠军：2002-03

### 国家队
阿根廷U-17
- 南美U-17青年足球錦標賽: 1985

 阿根廷
- 联合会杯：1992
- 美洲盃：1993

### 个人
- 欧洲足联俱乐部最佳球員：1999-2000
- Best latinoamerican Player of the 1990s
- 洲際國家盃 最佳球員：1992
- 特內里費年度最佳(2)：1992-93、1993-94
- 皇家馬德里年度最佳(2)：1996-97、1999-2000